# Bambus-slægten
Slægten Bambus (Fargesia) er udbredt i Østasien. To arter dyrkes i Danmark. 
| Beskrevne arter |

- Gul bambus (Fargesia murielae)
- Sort bambus (Fargesia nitida)

| Andre arter |

- Fargesia pauciflora
- Fargesia robusta
- Fargesia rufa
- Fargesia scabrida
- Fargesia spathacea